# Huta Deręgowska (przystanek kolejowy)
Huta Deręgowska – nieczynny przystanek osobowy w Hucie Deręgowskiej w województwie podkarpackim, w Polsce.
Przez przystanek Huta Deręgowska przebiegają dwie równoległe linie kolejowe, korzystające ze wspólnego torowiska:
- szerokotorowa linia kolejowa nr 65, tzw. Linia Hutnicza Szerokotorowa, relacji Hrubieszów – Sławków k. Katowic (dla linii tej Huta Deręgowska pełni funkcję mijanki),
- normalnotorowa linia kolejowa nr 66 relacji Zwierzyniec – Stalowa Wola (dla linii tej Huta Deręgowska pełniła funkcję przystanku osobowego).

## Historia
Przystanek został otwarty w 1974 po zbudowaniu linii kolejowej nr 66. Kilka lat później wybudowano także przebiegającą równolegle linię szerokotorową nr 65. Do 1980 przystanek funkcjonował pod nazwą Huta Doręgowska. Pociągi pasażerskie zatrzymywały się tu do 2004.
Budynek przystanku został rozebrany. W związku z likwidacją przystanku zdemontowano także kształtowe semafory. Istniejący jednokrawędziowy peron pasażerski znajduje się w stanie dewastacji.